# Mill River Provincial Park
Mill River Provincial Park är en park i Kanada.   Den ligger i provinsen Prince Edward Island, i den östra delen av landet, 900 km öster om huvudstaden Ottawa. Mill River Provincial Park ligger 10 meter över havet.
Terrängen runt Mill River Provincial Park är platt. Runt Mill River Provincial Park är det glesbefolkat, med 13 invånare per kvadratkilometer.. Närmaste större samhälle är Alberton, 10,6 km nordost om Mill River Provincial Park. 
Omgivningarna runt Mill River Provincial Park är en mosaik av jordbruksmark och naturlig växtlighet.